# 福岡市立箱崎清松中学校
福岡市立箱崎清松中学校（ふくおかしりつ はこざきせいしょうちゅうがっこう）は、福岡県福岡市東区松田2丁目にある公立中学校。
2000年に福岡市立箱崎中学校から分離して開校。福岡市立松島小学校と福岡市立筥松小学校の2校から生徒が集まる。

## 校舎
隣を山陽新幹線が走るので全クラスに冷房完備。本館1階は職員室他。2階は3年生、3階は2年生、4階は1年生。屋上はプールである。別館1階は武道場他。2階は体育館となっている。また、本館1階から屋上までエレベーターがついており、身体の不自由な人などが利用できる。

## 校訓
- 仁愛…心豊かに生きる力を育てる
- 練磨…たくましく生きる力を育てる
- 創造…新しい時代を拓いていく力を育てる

## 沿革
- 2000年4月 - 本校開校・第1回入学式
- 2009年11月 - 10周年記念式典

## 部活動
運動部
- 野球
- サッカー
- ソフトテニス男女
- バスケットボール男女
- バレーボール男女
- 卓球男女
- 水泳男女

文化部
- 放送
- 吹奏楽
- 箏曲
- 美術

クラブ
・英語
- 韓国語

※陸上、柔道、剣道は部員不足のため事実上廃部になっている。

## その他
- 大韓民国釜山市の望美中学校（マンミチュンハッキョ）と交流校である。
- 校章は中学校の「中」の文字の周りに三本のペンと三つの松がある。三本のペンは三方に広がる勉学を意味しており、三つの松は、本校の校区の地名「松島」「松田」「筥松」の三つの松からきている。